# Dominic Oduro
Dominic Oduro (Accra (Ghana), 13 augustus 1985) is een Ghanees voetballer die bij voorkeur als aanvaller speelt. Hij verruilde in januari 2015 Toronto FC voor Montreal Impact.

## Clubcarrière
Oduro begon zijn voetbalcarrière aan de Universiteit van Ghana in 2004. Daarna ging hij naar de Virginia Commonwealth University (VCU), waar hij 41 wedstrijden speelde, 18 keer scoorde en vijf assist gaf. In 2004 kreeg hij de Colonial Athletic Association speler van het jaar prijs. Samen met hem kwam de VCU in de kwartfinale van NCAA Men's Soccer Championship, het hoogste dat de universiteit ooit bereikte. Voor Richmond Kickers Future scoorde hij in 2005 16 keer in 13 wedstrijden.
Op 28 juni maakte hij zijn debuut voor FC Dallas als wissel van Kenny Cooper. Hij scoorde voor het eerst voor FC Dallas op 8 juli 2006 tegen Red Bull New York. Uiteindelijk blijft hij tot januari 2009 bij deze club. Dan vertrekt hij immers naar New York Red Bulls. Vier maanden later vertrekt hij er al en transfereert naar Houston Dynamo.
Bij Houston Dinamo lukte het hem om 6 goals in 44 wedstrijden te maken. In 2011 vertrok hij naar Chicago Fire inruil voor Calen Carr. In zijn eerste seizoen bij Chicago scoorde hij 12 doelpunten. Op 1 februari 2013 vertrok hij naar Columbus Crew inruil voor Dilly Duka. Op 3 maart 2013 maakte hij zijn debuut voor The Crew in een wedstrijd tegen Chivas USA. In diezelfde wedstrijd maakte hij ook zijn eerste doelpunt. Op 6 juni 2014 werd Oduro naar Toronto FC gestuurd in ruil voor Alvaro Rey.

## Interlandcarrière
Op 26 februari 2012 werd Oduro opgeroepen voor het Ghanese nationale team ter voorbereiding op een wedstrijd tegen Chili. Op 29 februari 2012 maakte hij tegen Chili zijn debuut voor het West-Afrikaanse land.